# Orinocokrokodil
De orinocokrokodil (Crocodylus intermedius) is een krokodilachtige uit de familie echte krokodillen (Crocodylidae) en de onderfamilie Crocodylinae.

## Naam en indeling
De wetenschappelijke naam van de soort werd voor het eerst voorgesteld door Louis Graves in 1819. De soortaanduiding intermedius betekent vrij vertaald 'tussenvorm'.

## Uiterlijke kenmerken
Vroeger zijn er waarnemingen geweest van 6 tot 7 meter lange exemplaren, maar de tegenwoordig in het wild aangetroffen dieren zijn maar zelden langer dan 5 meter. Vrouwtjes blijven met ongeveer drie meter veel kleiner. Mannetjes kunnen een gewicht van meer dan 350 kilo bereiken en hiermee is de krokodil de zwaarste jager van Zuid-Amerika. De orinocokrokodil is te herkennen aan zijn snuit, die zeer spits is en een beetje verlengd. De kop is erg plat en de neusgaten hebben een lichte verhoging. Hierdoor kan de krokodil vrijwel volledig ondergedoken op zijn prooien loeren.
Veel krokodilachtigen hebben een variabel aantal tanden, de orinocokrokodil heeft er altijd 68; 5 rijen voortanden (premaxillair) en 14 rijen tanden (maxillair) in de bovenkaak en 15 rijen kiezen (mandibulair) in de onderkaak. Van de tanden steekt er aan iedere zijde van de kop één uit langs de bovenkaak, dit is steeds de vierde grote tand.
Er zijn geen ondersoorten, maar wel drie kleurvariaties, het is bekend dat de kleur kan veranderen. De verschillende variaties zijn;
- Amarillo; een lichte, geelbruine kleur, de meest voorkomende vorm.
- Mariposo; een grijsachtige groene kleur met zwarte vlekken op de rug.
- Negro; een uniform zwarte kleur.

De scherpe V-vormige snuit lijkt een beetje op die van een gaviaal, maar lang niet zo sterk als van andere soorten krokodillen als de pantserkrokodil en de onechte gaviaal. De orinocokrokodil is lastiger te onderscheiden van de spitssnuitkrokodil, die echter een bredere en spitsere snuit heeft. Daarnaast heeft de spitssnuitkrokodil een asymmetrisch patroon van verharde platen aan de bovenzijde, bij de orinocokrokodil zijn de platen symmetrisch geplaatst.

## Levenswijze
Het vrouwtje deponeert haar eieren in een zelfgegraven nest, ongeveer 15 tot 70, meestal meer dan 40. De eieren worden gegeten door tejuhagedissen, grote hagedissen die beschouwd worden als de Amerikaanse tegenhanger van varanen. De uitgekomen juvenielen worden één tot drie jaar beschermd door de moeder, en worden belaagd door rovende zoogdieren, slangen en roofvogels.
Het voedsel bestaat uit in het water levende dieren als vissen, maar ook dieren in het water of aan de waterkant worden gegrepen, zoals zoogdieren en vogels. De krokodil kan uit het water springen, waarbij gebruik wordt gemaakt van de krachtige staart en de zwemvliezen tussen de tenen. Jongere dieren eten kleinere prooi zoals kleine vissen en insecten en andere ongewervelden. Op korte afstand is het een verbazend snelle krokodil, en vooral grote mannetjes staan bekend als agressief. De leeftijd wordt geschat op 60 tot 80 jaar.

## Verspreiding en habitat

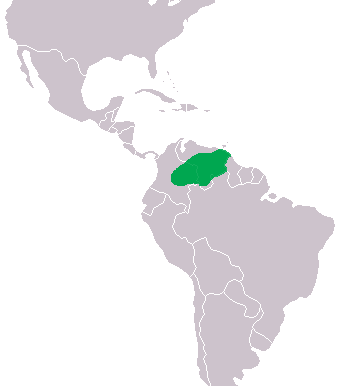
Verspreidingsgebied in het groen

De orinocokrokodil komt voor in delen van Zuid-Amerika en leeft in de landen Colombia, Venezuela, de Kleine Antillen en op de eilandengroep Grenada. Mogelijk komt de krokodil daarnaast ook voor op Trinidad en Tobago, maar dat is niet zeker. De naam is te danken aan de Orinoco, de rivier waar de krokodil langs de oevers leeft in rivierarmen met zoet water. In het droge seizoen drogen deze rivieren vrijwel op en schuilt de krokodil in een zelf uitgegraven hol langs de oever. Het verspreidingsgebied is relatief klein.
De habitat bestaat uit droge tropische en subtropische bossen, vochtige tropische en subtropische laaglandbossen, droge en vochtige savannen en verschillende typen draslanden. De soort is aangetroffen van zeeniveau tot op een hoogte van ongeveer 350 meter boven zeeniveau.

## Bedreiging en bescherming
Het gaat niet goed met de soort, de voornaamste reden is de massale jacht die overigens al enkele tientallen jaren geleden is gestopt. Zo is er in het jaar 1934 bijvoorbeeld een recordaantal aan orinoco's gedood en geëxporteerd vanuit Venezuela. In dat jaar gingen namelijk ruim 700,000 krokodillenhuiden het land uit. De populaties herstellen echter moeizaam en ook wordt er nog illegaal gejaagd op de dieren, worden ze verzameld voor de handel en voor het maken van krokodillenleeren wordt de natuurlijke habitat vernietigd. Het aantal in het wild levende exemplaren wordt geschat op 250 tot 1500. Onderzoek naar waar de populaties en het aanwijzen van wildparken en de soort te beschermen, waar de lokale bevolking niet altijd blij mee is, moeten de orinocokrokodil behoeden voor uitsterving. Door de internationale natuurbeschermingsorganisatie IUCN is de beschermingsstatus 'ernstig bedreigd' toegewezen (Critically Endangered of CR).